# WondaGurl
Ebony Naomi Oshunrinde, née le 28 décembre 1996 , plus connue sous le nom de WondaGurl, est une productrice, beatmaker et auteure-compositrice canadienne.
WondaGurl a produit pour de nombreux artistes comme Travis Scott , Jay-Z, Drake et Kanye West entre autres.

## Biographie

### Enfance et carrière
Ebony Naomi Oshunrinde nait le 28 décembre 1996 à Ontario au Canada. WondaGurl a commencé la production sur son clavier à l'âge de 9 ans. Elle est entrée dans la compétition Battle of The Beat Makers  à Toronto à l'âge de 15 ans et a gagné la première place.
WondaGurl devient la protégée de Boi-1da et travaille régulièrement avec Travis Scott. Elle a  a depuis travaillé avec d'autres artistes et producteurs importants. WondaGurl a notamment produit le hit de Travis Scott Antidote, qui a été co-produit par Eestbound. WondaGurl finira par signer Eestbound sous son label, devenant ainsi son premier artiste.
En 2018, elle a fait partie de la catégorie musique de Forbes 30 Under 30. Elle est l'une des plus jeunes femmes à avoir contribué à la production d'un album de hip-hop certifié disque de platine.
En juillet 2020, WondaGurl a signé un contrat d'édition mondial avec Cactus Jack Publishing de Travis Scott et Sony / ATV Music Publishing, en collaboration avec sa propre maison de disques et maison d'édition, Wonderchild Music.

## Discographie

### 2013
- Travis Scott - Owl Pharaoh, titre 5 : Uptown (featuring ASAP Ferg)
- Ryan Leslie - Black Mozart, titres 6 : Full Moon et 8 : Evacuation
- Jay-Z - Magna Carta Holy Grail, titre 8 : Crown
- SZA : Teen Spirit

### 2014
- Redway - Years Ahead, titre 6 : YKTO (You Know the Ones)
- Travis Scott - Days Before Rodeo, titre 1 : Days Before Rodeo: The Prayer
- Ryan Leslie - MZRT, titre 5 : New New

### 2015
- Drake - If You're Reading This It's Too Late, titres 11, Used To (featuring Lil Wayne) et 14 : Company (featuring Travis Scott)
- Rihanna : Bitch Better Have My Money
- Travis Scott - Rodeo, titres 5 : 90210 (featuring Kacy Hill), 9 : Antidote et 16 : Never Catch Me
- Young Thug - Slime Season, titre 10 : Freaky
- Juicy J - O's to Oscars, titre 12 : I Ain't Fukin Witcha (featuring Logic)[5]
- Travis Scott, High Fashion  (featuring Future), Hot Sauce (featuring PartyNextDoor & Quentin Miller)

### 2016
- Lil Uzi Vert - Lil Uzi Vert vs. the World, titre 9 : Scott and Ramona
- Usher : No Limit (G-Mix)
- Travis Scott -  Birds in the Trap Sing McKnight, titres 1 : The ends (featuring André 3000) et 7 : Ssweet sweet
- Ab-Soul - Do What Thou Wilt, titre 2 : Braille (featuring Bas)
- Lil Simz - Stillness In Wonderland, titre 10 : Bad to the Bone (featuring Bibi Bourelly)
- Nessly - Solo Boy Band, titre 7 : Moonwalking

### 2017
- Big Sean - I Decided, titre 4 : No favors (featuring Eminem)
- Lil Uzi Vert - Luv is Rage 2, titres 4 : Feelings Mutual, 12 : How to Talk et 14 : Malfunction
- Lil Yachty - Teenage Emotions, titre 11 : Lady in Yellow
- Bryson Tiller - True to Self, titre 4 : Blowing Smoke
- Cousin Stizz - One Night Only, titres 11 : Jo Bros et 13 : Jealous
- 88GLAM - 88GLAM, titre 8 : Give n Go

### 2018
- Killy - Surrender your soul, titres 5 : Doomsday et 8 : Pray for me
- Rich the Kid - The World Is Yours, titre 5 : Too Gone (featuring Khalid)
- Travis Scott - Astroworld, titres 6 : No Bystanders, 13 : Can’t Say et Girlfriend
- Sheck Wes - Mudboy, titre 6 : Never Lost
- Mariah Carey - Caution, titre 7 : One Mo' Gen
- JID - DiCaprio 2, titre 14 : Hasta Luego
- Kris Wu - Antares, titres 1 : Antares et 5 : We Alive
- Ski Mask The Slump God -  Stokeley, titre 9 : Get Geeked

### 2019
- 2 Chainz - Rap Or Go to the League, titre 6 : Whip (featuring Travis Scott)
- NAV - Bad Habits, titre 2 : I'm Ready
- Yung Bans - Misunderstood, titres 1 : Going Wild (featuring Future), 6 : Shawty/In Love With All My Bitches, 10 : Ready Set Go (featuring 03 Greedo et XXXTentacion) et 15 : Yeaaa! (featuring Future)
- RedBull Music - Toronto/Paris :

1. Népal - City Lights Pt.2
2. Luidji - Millésime
3. Nemir - 5h du mat
4. Youv Dee - Coquillage
5. Moka Boka (featuring  Primero) - Nuage
6. Nadia Rose - Soul Rich

- JackBoys , Travis Scott - Jackboys, titres 2 : Jackboys, 3 : Gang Gang (featuring Sheck Wes) et 4 : Had Enough (featuring Don Toliver, Quavo et Offset)

### 2020
- Pop Smoke - Dreaming, titres 4 : Christopher Walking et 10 : Dreaming
- Don Toliver - No Idea, titres 6 : Can't feel my legs, 7 : Candy, 8 : Company, 11 : No photos et 12 : No Idea
- Pop Smoke - Shoot for the Stars, Aim for the Moon, titres 1 : Bad Bitch from Tokyo, 2 : Aim for the Moon (featuring Quavo) et 28 : She Feelin Nice (featuring Jamie Foxx)
- Travis Scott : The Plan
- Yung Bans : Freak Show (featuring Mulatto)
- Kid Cudi - Man on the Moon III: The Chosen, titres 16 : Rockstar Knights (avec Trippie Redd) et 17 : 4 Da Kidz

### Remixes
- Maroon 5 – Girls Like You (2018)
- Ludwig Göransson - Killmonger (2018)